# Patricia Miranda
Patricia Miranda (n. 11 iunie 1979, Manteca⁠(d), California, SUA) este o luptătoare ce a reprezentat Statele Unite ale Americii, medaliată olimpică. A participat la o ediție a Jocurilor Olimpice (2004) în care a câștigat o medalie de bronz.

## Participări
Lista de mai jos prezintă principalele competiții la care a participat Patricia Miranda de-a lungul carierei.
- wrestling at the 2004 Summer Olympics – women's freestyle 48 kg[*]